# 国立西が丘運動場
国立西が丘運動場（こくりつにしがおかうんどうじょう）は、東京都北区西が丘の国立スポーツ科学センターにあったグラウンド。

## 概要
別名をサブグラウンドといい、その名のとおり国立西が丘サッカー場の補助グラウンドとして使用されていた。また皇后杯全日本女子サッカー選手権大会の会場として使用されたこともある。
しかし、文部科学省によるナショナルトレーニングセンター関連施設等の整備計画の関係で、屋内競技種目用の施設を周辺の敷地に建設される予定となったことから、2006年（平成18年）6月30日をもって閉鎖となった。ナショナルトレセンは2008年（平成20年）1月に竣工し利用が開始されている。